# Achim Votsmeier-Röhr
Achim Votsmeier-Röhr (* 1957) ist ein deutscher Psychologe und Psychotherapeut. Er praktiziert Tiefenpsychologisch fundierte Psychotherapie und Verhaltenstherapie und ist u. a. Gestalttherapeut (DVG) und Schematherapeut (ISST). Er hat über 30 Jahre in der Psychosomatischen Klinik Bad Grönenbach – später HELIOS-Klinik Bad Grönenbach, Akut- und Rehaklinik für Psychosomatische Medizin gearbeitet, davon zuletzt 13 Jahre als Leitender Psychologe der Abteilung für Strukturbezogene Rehabilitation von Menschen mit Borderline- und andere strukturelle Störungen. Seit 2015 arbeitet er in freier Praxis in Ulm.
Votsmeier-Röhr hat das Grönenbacher Modell mitentwickelt, ein neues Behandlungskonzept für Borderline- und andere strukturelle Störungen, das neben anderen Grundlagen auch von der Gestalttherapie beeinflusst wurde. Er publiziert wissenschaftliche Aufsätze und wurde zu Vorträgen in Deutschland, Österreich, Spanien und den Vereinigten Staaten eingeladen. Er ist außerdem in der Deutschen Vereinigung für Gestalttherapie tätig, engagiert sich für die Verbreitung des Prozess-Erfahrungs-Ansatzes von Leslie Greenberg und unterrichtet an der Sigmund Freud Privatuniversität Wien.

## Schriften (Auswahl)
- Gestalttherapie mit Borderline-Patienten. In: Gestalttherapie. Nr. 2, 1988, S. 5–15.
- Gestalttherapie und die „Organismische Theorie“ – Der Einfluß Kurt Goldsteins. In: Gestalttherapie. Nr. 2, 1995, S. 2–16.
- Stationäre Therapie von Borderline-Störungen nach einem psychodynamisch-integrativen Ansatz – Das Grönenbacher Modell. In: Psychotherapie in Psychiatrie, Psychotherapeutische Medizin und Klinischer Psychologie. Band 3, Nr. 1, 1998, S. 24–39.
- Stationäre Therapie der Borderline-Störung – Ein integratives Behandlungsmodell. In: Psychotherapieforum. Nr. 4, 1998, S. 9–12.
- Grundsätze der Gestalttherapie bei Strukturellen Störungen. In: R. Fuhr u. a. (Hrsg.): Handbuch der Gestalttherapie. Hogrefe, Göttingen 1999, S. 715–732.
- mit U. Röser: Gestalttherapie in der Behandlung von Suchtkranken am Beispiel der Drogenabhängigkeit. In: Gestalttherapie. Nr. 1, 1999, S. 57–78.
- Stationäre psychodynamisch-erfahrungsorientierte Therapie bei Borderline-Störungen. Das Grönenbacher Modell. In: G. Dammann, P. L. Janssen (Hrsg.): Psychotherapie der Borderline-Störungen. Thieme, Stuttgart 2001, S. 178–190.
- Selbstregulierung in der Gestalttherapie. In: P. Geissler (Hrsg.): Was ist Selbstregulation? Eine Standortbestimmung. Psychosozial-Verlag, Gießen 2004, S. 69–94.
- Das Kontakt-Support-Konzept von Lore Perls und seine Bedeutung für die heutige Gestalttherapie. In: Gestalttherapie. Band 19, Nr. 2, 2005, S. 29–39.
- Dialogische Gestalttherapie als eine Variante Prozess-Erfahrungsorientierter Psychotherapie. In: N. Gegenfurtner, R. Fresser-Kuby (Hrsg.): Emotionen im Fokus. Gestalttherapeuten im Dialog mit Leslie Greenberg. EHP-Verlag, Bergisch Gladbach 2006.
- mit P. L. Janssen, Martin, K. Ph. Martius und G. Dammann: Stationäre Psychodynamische Psychotherapie von Patienten mit Borderline-Persönlichkeitsstörungen. In: G. Dammann, P. L. Janssen (Hrsg.): Psychotherapie der Borderline-Störungen. 2. Auflage. Thieme, Stuttgart 2007.
- Keine Angst vor Börse und Co. Anlagepsychologie und persönliches Handelssystem. EHP, Bergisch Gladbach 2009.
- Gestalttherapie und Neurowissenschaft – Befruchtende Verwandtschaften mit Implikationen für die Borderline-Behandlung. In: Gestalttherapie. Nr. 2, 2011, S. 35–45.
- Die Stärkung des Gesunden-Erwachsenen-Modus in der Schematherapie von Borderline-Störungen. Psychotherapie in Psychiatrie. In: Psychotherapeutische Medizin und Klinischer Psychologie. Band 18, Nr. 2, 2013, S. 214–236.
- Gestalttherapie und Schematherapie. In: L. Hartmann-Kottek (Hrsg.): Gestalttherapie – Faszination und Wirksamkeit. Psychosozial-Verlag, Gießen 2014, S. 265–277.
- mit R. Mestel, C. Spitzer: Selbstverletzendes Verhalten von Patienten mit Borderline- und anderen strukturellen Störungen in der psychosomatischen Rehabilitation: Prävalenz und therapeutische Beeinflussbarkeit. In: Psychotherapeut. Nr. 1, 2015, S. 38–44.
- mit R. Wulf: Gestalttherapie. Ernst Reinhardt, München 2017.